# モモアカヒメハヤブサ
モモアカヒメハヤブサ（腿赤姫隼、学名：Microhierax caerulescens）は、ハヤブサ目ハヤブサ科に分類される鳥。

## 分布
南アジアから東南アジアにかけて分布する。

## 形態
世界最小のハヤブサで、大きさはスズメ程度に過ぎない。
全長15-18cm、翼開長30-34cm。背面は黒色で、下面は赤褐色をしており、喉元と脚は特に色が濃い。顔は白く、目の横に黒い帯が入る。

## 生態
疎林、林縁などに生息する。
主に昆虫類を捕食するほか、トカゲや小型鳥類なども捕らえる。狩りは集団ですることもある。
2-5月に、ゴシキドリ類の古巣や建物の穴で繁殖する。

## 人間との関係
しばしばペットとして飼われる。